# 狮山水库
狮山水库是中国广东省江门市开平市境内的一座中型水库，位于潭江上，于1958年5月动工兴建，1960年春竣工。水库正常库容为3290万立方米，平均水深为11.06米，集雨面积为36平方千米，海拔为40米。

## 历史
修建狮山水库是一件“玩命的事情”，正值中国大跃进时期，1959年，大跃进吃公共食堂的第二个年头，开平县狮山村大队食堂因为粮食紧缺，做出来的饭菜清汤寡水，民众食不果腹，面黄肌瘦。而且，大队规定每户严禁烟火，若发现谁家烟囱冒烟偷偷做饭便会被抓去批斗。在大饥荒时代，人命朝不保夕，很多人都不愿去修水库。